# Las Leguminosas Argentinas
Las Leguminosas Argentinas (abreviado Legum. Argent. (ed. 2)) es un libro con ilustraciones y descripciones botánicas que fue escrito por el ingeniero agrónomo, botánico, pteridólogo, y fitólogo argentino Arturo Eduardo Burkart y publicado en el año 1952.